# Daïra de Béchar
La daïra de Béchar est une daïra d'Algérie située dans la wilaya de Béchar et dont le chef-lieu est la ville éponyme de Béchar.

## Communes de la daïra
La daïra de Béchar ne comprend qu'une seule commune : Béchar.
La population totale de la daïra est de 171 724 habitants pour une superficie de 5 050 km2.